# Epiophlebia laidlawi
Epiophlebia laidlawi – gatunek ważki z rodziny Epiophlebiidae. Występuje we wschodnich Himalajach – od Kotliny Katmandu w Nepalu do Dardżyling w indyjskim stanie Sikkim.